# Fiodoras Algirdaitis
Fiodoras Algirdaitis oder Theodor von Ratne (litauisch Fiodoras Algirdaitis, polnisch Fiodor Olgierdowicz, russisch Фёдор Ольгердович; * ?, † nach 10. Februar 1394) war ein Sohn des litauischen Großfürsten Algirdas. Er war Fürst von Rylsk (seit 1370), Ratne (seit 1377/87) und Brjansk (1393).

## Leben
Wann er geboren wurde, und von welcher Mutter, ist nicht bekannt. In einer Aufzählung wurde er 1394 nach seinem Bruder Andrej genannt, in einem Brief 1377 als ältester Sohn bezeichnet.
1377 hatte er sich nach dem Tod des Vaters wahrscheinlich dem ungarisch-polnischen König Ludwig I. unterstellt und nicht seinem Bruder Jogaila, dem Großfürsten von Litauen. 1386 wurde er als Fiodoras von Ratne bezeichnet, er herrschte also über ein eigenständiges Gebiet um Ratne. Nach der Gründung der Union von Krewo 1385 unterstellte er sich am 23. Oktober 1386 Jogaila.
1387 wurde sein Sohn erstmals als Roman von Kobrin erwähnt, ob er das Gebiet vom Vater bekam oder vom Großfürsten, ist nicht klar.
Am 10. Februar 1394 wurde Fiodoras letztmals erwähnt. 1399 wurde er nicht mehr als Teilnehmer in der Schlacht an der Worskla genannt, wohl aber seine Brüder Andrej und Dmitri.

## Nachkommen
Der Name einer Ehefrau ist nicht überliefert.
Erwähnt wurden als Nachkommen:
- Roman, Fürst von Kobrin (1387–1412)
- Hurko, Fürst von Dub, Krosniczina (Krasiczina)
- Sanguszko, Fürst von Ratne
- Anna Fiodorówna, Ehefrau von Bolesław III. von Masowien[8]
- Agaphia (Hanka), Ehefrau von Fürst Wassili Ostrogski

Eventuell auch
- Fjoduschko, Fürst von Halitsch-Wolhynien (?)